# Генрик Еразм Ґонсьоровський
Генрик Еразм Ґонсьоровський (пол. Henryk Erazm Gąsiorowski) (народився 1 квітня 1878 в  Заліщиках нині Тернопільська область, помер 16 січня 1947 в м. Ґрудзьондз, нині Польща) — український польський етнограф, освітянин, мандрівник.

## Життєпис
Учасник 1-ї світової війни. У 1898 році закінчив учительську семінарію у Львові. У 1903 році склав іспит на вчителя народних шкіл з польською мовою викладання. Вчителював і брав участь у громадському, культурно-освітянському і спортивному житті польської громади. Один із чільних представників коломийського Чорногірського відділу товариства Татранського. Вивчав Гуцульщину, збирав предмети гуцульського мистецтва, фотографував гори й горян, підтримував у Коломиї музей народних художніх промислів Гуцульщини. Автор двотомника у 3-х частинах «Przewodnik po Beskidach Wschodnich» (Lwów, 1933; 1935). З 1920 року проживав у Ґрудзьондзі. Співпрацював з Військовим географічним інститутом, вивчав Помор'я і Бори Тухольські, складав досконалі мапи тих теренів.
Похований на цвинтарі на вулиці Цментажній. У Ґрудзьондзі одну з вулиць названо на його честь.